# Xestaspis sertata
Xestaspis sertata là một loài nhện trong họ Oonopidae.
Loài này thuộc chi Xestaspis. Xestaspis sertata được Eugène Simon miêu tả năm 1907.